# Serrapinnus notomelas
Serrapinnus notomelas és una espècie de peix d'aigua dolça de la família dels caràcids i de l'ordre dels caraciformes.
Adults, poden assolir fins a 3,6 cm de llargària total. És ovípar. Viu en zones de clima tropical a Sud-amèrica a la conca del riu Paranà.